# Inauguración del monumento a Gundulić

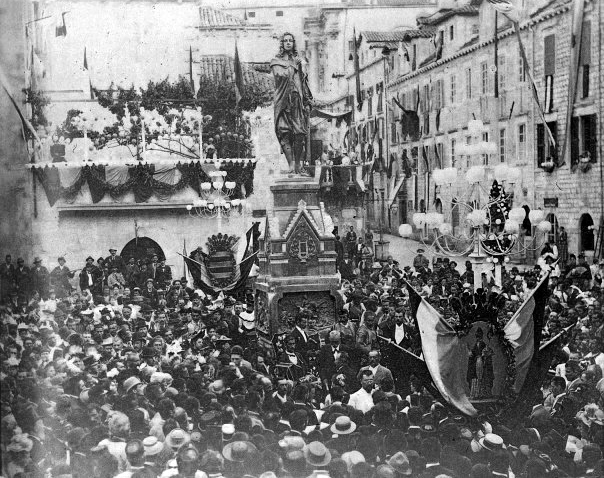
20 de mayo de 1893, día oficial de la apertura del monumento a Ivan Gundulić.

La inauguración del monumento de Gundulić, el 20 de mayo de 1893, fue un acontecimiento simbólico en la historia política de Dubrovnik, puesto que trajo a la superficie las tensiones más amplias entre la filiación étnica que se planteaba en el siglo XIX, entre los que localmente se identificaban con los croatas y por otro lado con los serbios-católicos en las luchas políticas previas a la Primera Guerra Mundial en la región. 

## La preparación
En su sesión del 9 de marzo de 1880, el Consejo Municipal de Dubrovnik adoptó el asunto gracias a que la juventud serbia de Dubrovnik propuso levantar un monumento para el 300º aniversario del nacimiento de Gundulić. El alcalde de la ciudad era en ese entonces el Conde Rafo Pozza/Pucić.
Se decidió que nominarían a un comité del cinco miembros parasupervisar la construcción del monumento. Los miembros eran los serbios-católicos Medo Pucić, Pero Budmani, Ivo Kaznačić, Mato Vodopić y Luko Zore. En 1882, se avaluó en 11 florines el costo del monumento. La construcción fue financiada por el rey de Serbia Aleksandar Obrenović y por otros, como los inversionistas Niko Pucić, que dio 5 florines, y Biagio DeGiulli, que dio 10 florines.
El monumento fue emplazado el 20 de mayo de 1893, en el espacio más grande de Dubrovnik, Poljana o plaza de las hierbas. Fue hecho por el escultor croata Ivan Rendić.

## La inauguración
Este hecho no sólo fue de carácter cultural, sino de un fuerte tinte nacional y político. Los miembros de la parte croata de derechas y del Partido Croata de la Gente intentaron traer a Dubrovnik tantos croatas como fuese posible de varias regiones para darle el carácter nacional y político croata a la celebración. Por otra parte, los miembros de la parte serbia-católica, gobernantes en aquel período, intentaron concentrar a tantos serbios como pudieron para contrarrestar lo anterior. 
Fue revelada oficialmente el domingo 26 de julio de 1893, por el último miembro masculino de la familia Gondola, el Barón Frano Ghetaldi-Góndola quien pertenecía al partido de los denominado Autonomistas de la Dalmacia y de los serbios-católicos (anti-austriacos), partidos enormemente fuertes en el siglo XIX, quien acaparaba casi todas las Municipalidades del Reino de la Dalmacia. La celebración incluyó a más gente del exterior que a ciudadanos de Dubrovnik.
Los huéspedes croatas distinguidos que se incluyeron fueron: los escritores Eugen Kumičić, August Harambašić, Stjepan Buzolić, Rikard Katalinić Jeretov, Tresić Ante Pavičić, los científicos Franjo Rački, Tadija Smičiklas y Frano Bulić, el escultor Ivan Rendić (autor de la obra), el compositor Franjo Kuhač, políticos como Miho Klaić, Gajo Filomen Bulat, Juraj Biankini, Trumbić Antic, Josip Frank, Vjekoslav Spinčić, Milano Amruš, muchos representantes croatas de los parlamentos de Dalmacia, Istria y Croacia y el Consejo Imperial, así como alcaldes de municipios croatas. 
Las invitados serbios fueron poetas menos numerosos entre los cuales estaban Jovan Jovanović Zmaj y Jovan Sundečić, representantes parlamentarios como Đorđe Vojnović y Đuro Vukotić, así como los alcaldes de municipios serbios y del partido serbio-católico local de Dubrovnik.
Los representantes del régimen austríaco - el gobernador de Dalmacia Emil David y el director regional Ambroz Marojčić, no tenían un lugar del honor debido a los sentimientos antiaustríacos en Dubrovnik, así que tuvieron que estar de pie entre la muchedumbre.

## Comentarios contemporáneos
En aquel momento, el redactor del periódico Crvena Hrvatska (Croacia roja) de Dubrovnik era Frano Supilo, que se convertiría en una de las figuras principales en la política croata anterior a la Primera Guerra Mundial. Él escribió una serie de artículos acerca de la celebración y precisó que fue dominada por croatas, no solo por su número y organización, pero también por su madurez cultural y política. Analizando el acontecimiento en forma parcial, Supilo dijo:

La celebración en el honor de Gundulić demostró la diferencia entre los croatas y los serbios. La celebración de Gundulić demostró que Dubrovnik no es una ciudad serbia, eso que los ciudadanos de Dubrovnik no son serbios. Veinticinco municipios de Dalmacia meridional dijeron claramente en la celebración que son municipios croatas, de que Gundulić y la gente de Dalmacia meridional es gente croata. Sabemos que los serbios no tienen gusto de oír eso, sino que es su problema. Sabemos que no tienen gusto que los recibieron fríamente en Dubrovnik, esos 5.000 ciudadanos de Dubrovnik entraron en la ciudad con las banderas croatas, cantando: “Croacia viva siempre!”. ¡Serán confortadas quizá por el hecho de que gritó del partido de dalmatas-Italianos de Zadar “Evviva i Srbi! ”, que es la recompensa adecuada por su derrota moral en Dubrovnik.

Por otra parte los líderes serbios-católicos se reunían para homeneajear a Gundulić, tras Niksa Gradi, y sus seguidores, quienes realizaron una procesión desde el cementerio de San Miguel (Sv.Mihailo) en Gruž, frente al mausoleo de Medo Pucić, fallecido ya en 1882, ferviente defensor de la serbiandad en la ciudad y férreos opositores al yugo austriaco.-